# Große Synagoge (Iași)

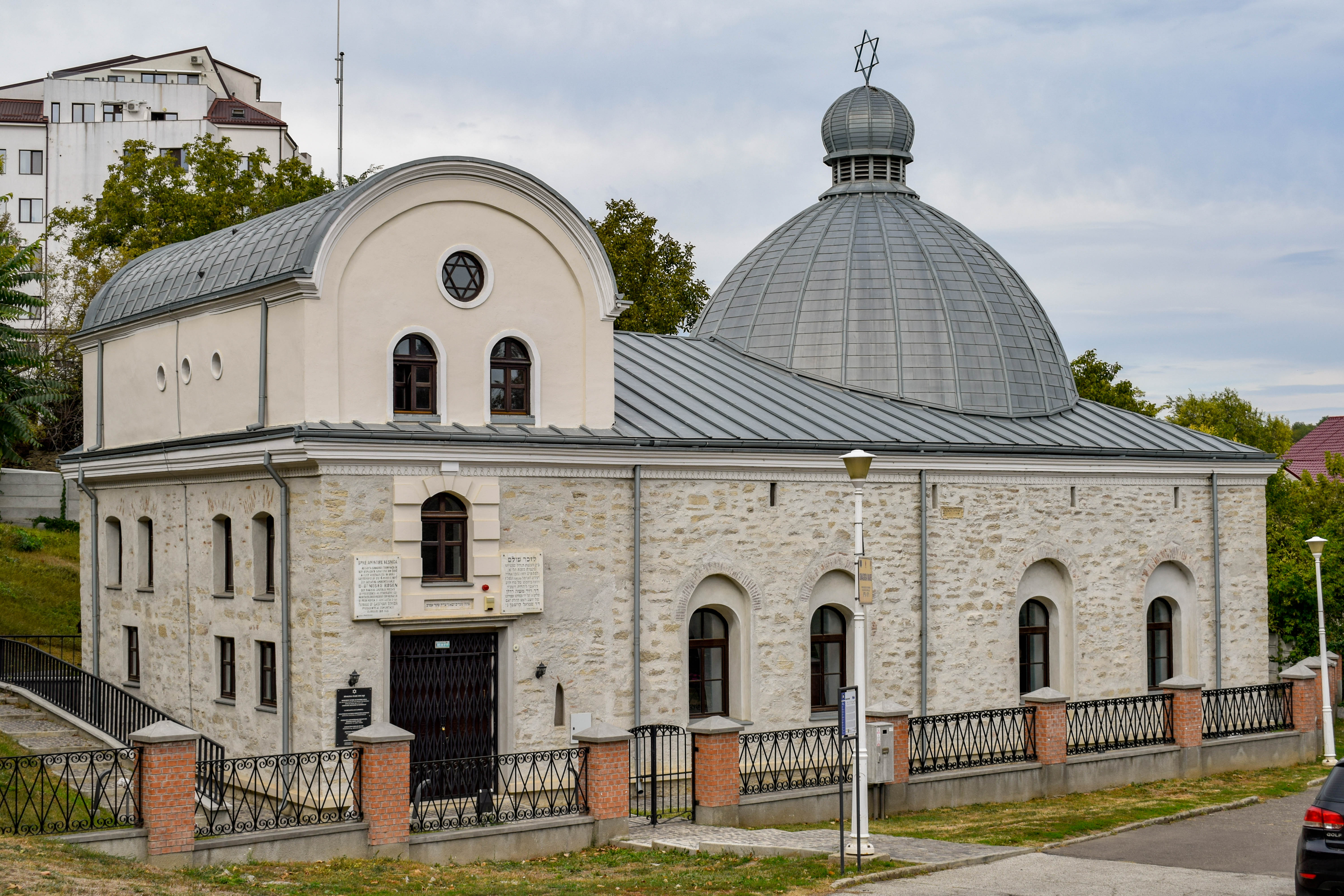
Iași, Große Synagoge (2020)

Die Große Synagoge in  Iași (deutsch Jassy), einer Stadt im Nordosten Rumäniens, wurde 1670/71 gebaut. Sie ist die älteste noch erhaltene Synagoge des Landes.

## Geschichte
Das Gebäude wurde mehrmals umgebaut, so 1761, 1822 und 1854. In den 1970er Jahren fanden Restaurierungen statt, aber erst zwischen 2008 und 2018 wurde das Gebäude komplett renoviert.

## Architektur
Die Synagoge im eklektizistischen Stil mit starken Einflüssen des Barock hat bis zu 1,20 m dicke Wände mit relativ kleinen Rundbogenfenstern. Das Innere ist gegenüber der Umgebung tiefergelegt. Das Gebäude besteht aus zwei Flügeln; einem zweistöckigen Flügel im Westen mit Tonnengewölbe sowie einer hohen Halle. Diese wird von einer Kuppel (aus dem frühen 20. Jahrhundert) gekrönt. Die Frauenempore befindet sich im oberen Stockwerk des Westflügels.
Die Bima steht in der Mitte der Haupthalle und ist von einem kleinen Geländer umgeben. Der Toraschrein an der Ostwand stammt in seiner heutigen Form von 1866. Er ist mit kleinen Säulen, Blumenmotiven und zwei vergoldeten Adlerfiguren reich verziert.